# Calonotos opalizans
Calonotos opalizans là một loài bướm đêm thuộc phân họ Arctiinae, họ Erebidae.